# Sandwichkonstruktion
En sandwichkonstruktion er en konstruktion, der er sammensat af flere lag, der hver især består af forskellige materialer.

## Historie
Sandwichopbygningens udformning har eksisteret i naturen i millioner af år, men de menneskefremstillede udgaver rækker kun nogle få årtusinder tilbage, ægyptiske fremstillinger fra det 18. dynasti (14. årh. f.Kr.) viser sivopbyggede flåder med et indvendigt og et udvendigt afstivende overfladelag.
I enkelte af Leonardo da Vincis mange skitserede "opfindelser" ses der konstruktive tilløb til "moderne" konstruktioner fra rene gitterkonstruktioner til egentlige sandwichopbygninger. Normalt tilskrives den første egentlige og målrettede beskrivelse af sandwichopbygningen - anvendt som konstruktionsprincip ved brobygning som William Fairbairn, men det er først efter flyvemaskinens udvikling i begyndelsen af det 20. århundrede og især under og efter de to verdenskrige, at dette konstruktionsprincip har vundet almen industriel udbredelse.
Til disse anvendelser er det især de "rumlige" sandwichudformninger, som har fundet anvendelse, og denne udvikling ses her omkring det 20. århundredes afslutning at forløbe i sektorerne for landbaseret transport, mens plane sandwichelementer især finder anvendelse i byggesektoren.

## Egenskaber
Da sandwichkonstruktioner normalt indeholder mindst to væsentligt forskellige materialer, må det forventes, at de resulterende specifikke sandwichegenskaber er mere bredspektrede end de enkelte indgående materialers tilsvarende egenskaber.
Eksempelvis er det overvejende kernelaget, der bibringer konstruktionen dens varme- og lyddæmpende egenskaber, mens det især er overfladelagene, som giver stivhed og vejrbestandighed. Nu er sandwichkonstruktioner sædvanligvis opbygget af relativt tynde og stive overfladelag og med anvendelse af kerne med lav massefylde; i disse tilfælde får konstruktionen følgende egenskaber og fordele:
- Lav resulterende massefylde
- Højt stivhed/vægt-forhold
- Stor bæreevne på tværs af konstruktionen (bjælkefunktion) i forhold til egenvægten
- Relativt stor bæreevne i konstruktionens eget plan (søjlefunktion) i forhold til egenvægten
- Høj udmattelsesstyrke ved vekselpåvirkning
- God lydisolering i sammenligning med homogene konstruktioner med samme vægt eller samme stivhed
- God varmeisoleringsevne
- Lille varmekapacitet
- Fuldstændig vand- og vanddampafvisning ved brug af metalliske overfladelag[2]